# Bereśniewicz
Bereśniewicz  (Bereszniewicz) – polski herb szlachecki, odmiana herbu Kościesza.

## Opis herbu
Opis zgodnie z klasycznymi regułami blazonowania:
W polu czerwonym rogacina rozdarta, przekrzyżowana w skos lewy. W klejnocie trzy pióra strusie.

## Najwcześniejsze wzmianki
Z pierwszej połowy XVII wieku pochodzi wzmianka o Jerzym Bereśniewiczu, łowczym mińskim.

## Herbowni
Bereśniewicz - Bereszniewicz.